# Albarellos (Pontevedra)
Albarellos (oficialmente Santa María de Albarellos) es una parroquia española del municipio de Lalín, perteneciente a la provincia de Pontevedra, en la comunidad autónoma de Galicia.

## Historia
Hacia mediados del siglo XIX, el lugar, ya por entonces perteneciente a Lalín, tenía contabilizada una población de 54 habitantes. Aparece descrito en el primer volumen del Diccionario geográfico-estadístico-histórico de España y sus posesiones de Ultramar de Pascual Madoz con las siguientes palabras:

ALBARELLOS (Sta. Maria del): felig. en la prov. de Pontevedra (9 leg.), dióc. de Lugo (11.), part. jud. y ayunt. de Lalin (1): sit. cerca de la cadena de montes que divide las aguas del Arnejo, en la márg. izq. de este r.: disfruta ventilacion, y clima sano. Diez casas, una de ellas bastante notable por su estension, forman esta ald., cuya igl. parr. (Sta. Marina) es anejo de la de Sotolongo en la encomienda de Beade: el curato se provee por la Asamblea, prévio concurso. El térm. confina al N. con el de S. Martin de Maceira; al E. con S. Pedro de Castro de Cabras: por S. San Juan de Sisto, á O. Santiago de Catasós: el terreno aunque montañoso, permite el cultivo de 300 ferrados, de los 2,000 que comprende: los caminos son vecinales y malos: el correo se recibe en Lalin: prod. centeno, mijo grueso, avena, lino, patatas, nabos y algunas hortalizas y frutas: cria ganado vacuno, de cerda, lanar y cabrío, y cuenta 600 colmenas: pobl. 10 vec., 54 alm.: contr. con su ayunt. (V.).
(Madoz, 1845, p. 291)

En 2022, tenía empadronados 46 habitantes.

## Patrimonio
Hay en la parroquia una iglesia de Santa María.